# Yasuki Kimoto
Yasuki Kimoto (jap. 木本 恭生, Kimoto Yasuki; * 6. August 1993 in Fuji, Präfektur Shizuoka) ist ein japanischer Fußballspieler.

## Karriere
Yasuki Kimoto erlernte das Fußballspielen in der Schulmannschaften der Fujimidai SSS und der Shizuoka Gakuen High School sowie in der Universitätsmannschaft der Universität Fukuoka. Von Juli 2015 bis Januar 2016 wurde er an den Zweitligisten Avispa Fukuoka nach Fukuoka ausgeliehen. Seinen ersten Vertrag unterschrieb er 2016 bei Cerezo Osaka. Der Verein aus Osaka, einer Millionenstadt in der Präfektur Osaka, spielte in der zweithöchsten Liga des Landes, der J2 League. Ende 2016 stieg man als Tabellenvierter in die erste Liga auf. 2016 wurde er 23-mal in der U23-Mannschaft eingesetzt. Die U23 spielte in der dritten Liga, der J3 League. 2017 stand er mit dem Club im Finale des J. League Cup und des Kaiserpokals. Im Endspiel des J. League Cup gewann man mit 2:0 gegen Kawasaki Frontale, das Finale des Kaiserpokals gewann man mit 2:1 gegen die Yokohama F. Marinos. Im Januar 2021 wechselte er zum Ligakonkurrenten Nagoya Grampus. Am 30. Oktober 2021 stand er mit Nagoya im Finale des J. League Cup. Das Finale gegen Cerezo Osaka gewann man mit 2:0. Nach 32 Erstligaspielen für Nagoya wechselte er im Januar 2022 zum Ligakonkurrenten FC Tokyo.

## Erfolge
Cerezo Osaka
- Japanischer Pokalsieger: 2017
- Japanischer Ligapokalsieger: 2017

Nagoya Grampus
- Japanischer Ligapokalsieger: 2021